# La Forêt-Fouesnant
La Forêt-Fouesnant är en kommun i departementet Finistère i regionen Bretagne i västra Frankrike. Kommunen ligger i kantonen Fouesnant som tillhör arrondissementet Quimper. År 2022 hade La Forêt-Fouesnant 3 485 invånare.

## Befolkningsutveckling
Antalet invånare i kommunen La Forêt-Fouesnant
Referens:INSEE